# 歐信 (明朝將領)
歐信，明朝軍事將領。
嗣世職金吾右衛指揮使，景泰三年，以廣東破賊有功，擢都指揮同知。隨後守備白羊口，遷大寧都指揮使。天順初年，以都督僉事充參將，守衛廣東雷州、廉州府等。因巡撫葉盛薦其廉勇，進為都督同知，代副總兵翁信。當時，兩廣瑤僮叛變，攻陷開建。歐信在馬裏村擊敗叛軍，之後擊斬海南衛叛將邵瑄。隨後，命廣西總兵官陳涇及歐信合剿廣西叛軍，當時恰逢陳涇因罪征邊，改升范信都督僉事充副總兵，鎮守廣東；改命歐信佩征蠻將軍印，代陳涇鎮廣西。成化元年，韓雍督軍，令歐信分五哨，攻破大藤峽，后被彈劾，召還，理前軍都督府事。成化七年，擔任總兵官，鎮守遼東，屢次敗給福余三衛。言官彈劾其老，請召還。巡撫彭誼則堅持請留。久之，陳鉞代替彭誼擔任遼東巡撫，陳鉞因貪功失利。成化十四年，歐信被巡按王崇之彈劾召回。尋遣中官汪直等往按，并歸罪于歐信，歐信下獄，后降職閑住，飲恨而卒。